# Rasa del Clot del Ginjoler
La Rasa del Clot del Ginjoler és un afluent per l'esquerra de la Ribera del Llissó (conca del Cardener), al Solsonès que fa tot el seu curs pel terme municipal d'Olius.